# Smithia
Genre
Classification phylogénétique
Synonymes
- Damapana Adans[1].

Smithia est un genre de plantes à fleurs dicotylédones de la famille des Fabaceae, sous-famille des Faboideae, originaire d'Afrique, d'Asie et d'Australie, qui comprend une vingtaine d'espèces acceptées.

## Étymologie
Le nom générique, « Smithia », est un hommage à James Edward Smith (1759–1828) botaniste britannique, fondateur de la Société linnéenne de Londres.

## Liste d'espèces
Selon The Plant List (10 octobre 2018) :
- Smithia abyssinica (A.Rich.) Verdc.
- Smithia africana (Endl.) Taub.
- Smithia agharkarii Hemadri
- Smithia bigemina Dalzell
- Smithia blanda Wall.
- Smithia capitata Dalzell
- Smithia ciliata Royle
- Smithia conferta Sm.
- Smithia elliotii Baker f.
- Smithia erubescens (E.Mey.) Baker f.
- Smithia finetii Gagnep.
- Smithia gracilis Benth.
- Smithia grandis Baker
- Smithia hirsuta Dalzell
- Smithia laxiflora Wight & Arn.
- Smithia oligantha Blatt.
- Smithia purpurea Hook.
- Smithia pycnantha Baker
- Smithia salsuginea Hance
- Smithia sensitiva Aiton
- Smithia setulosa Dalzell
- Smithia venkobarowii Gamble